# Hårmousse

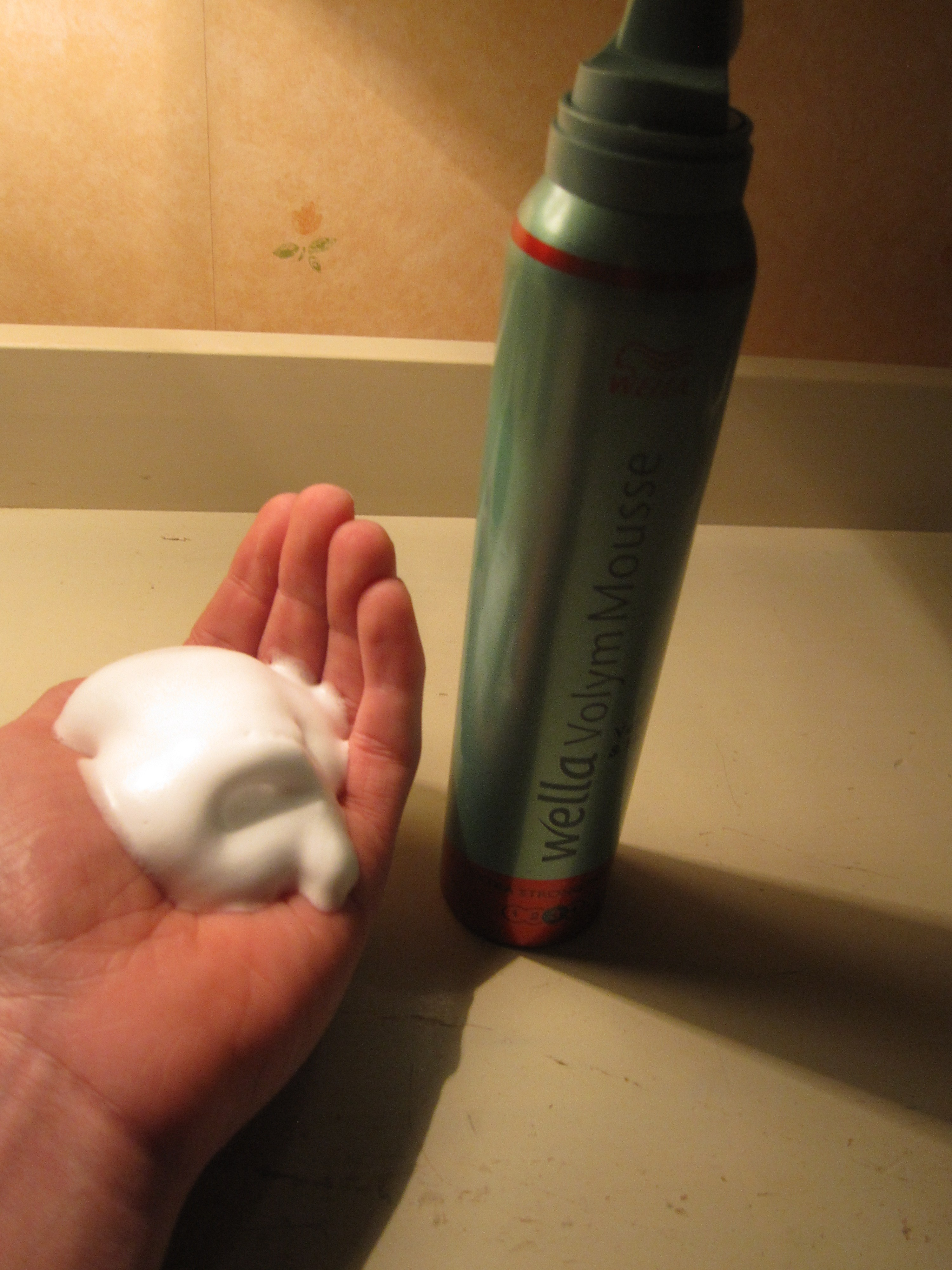
Hårmousse samt tillhörande burk.

Hårmousse är en hårvårdsartikel som används för att ge håret volym och glans. Det är ett luftigt skum, förpackat i tryckburk. Hårmousse finns i många olika varianter och säljs i många livsmedelsbutiker såväl som hos frisörer.